# شركة هونغ كونغ للكهرباء

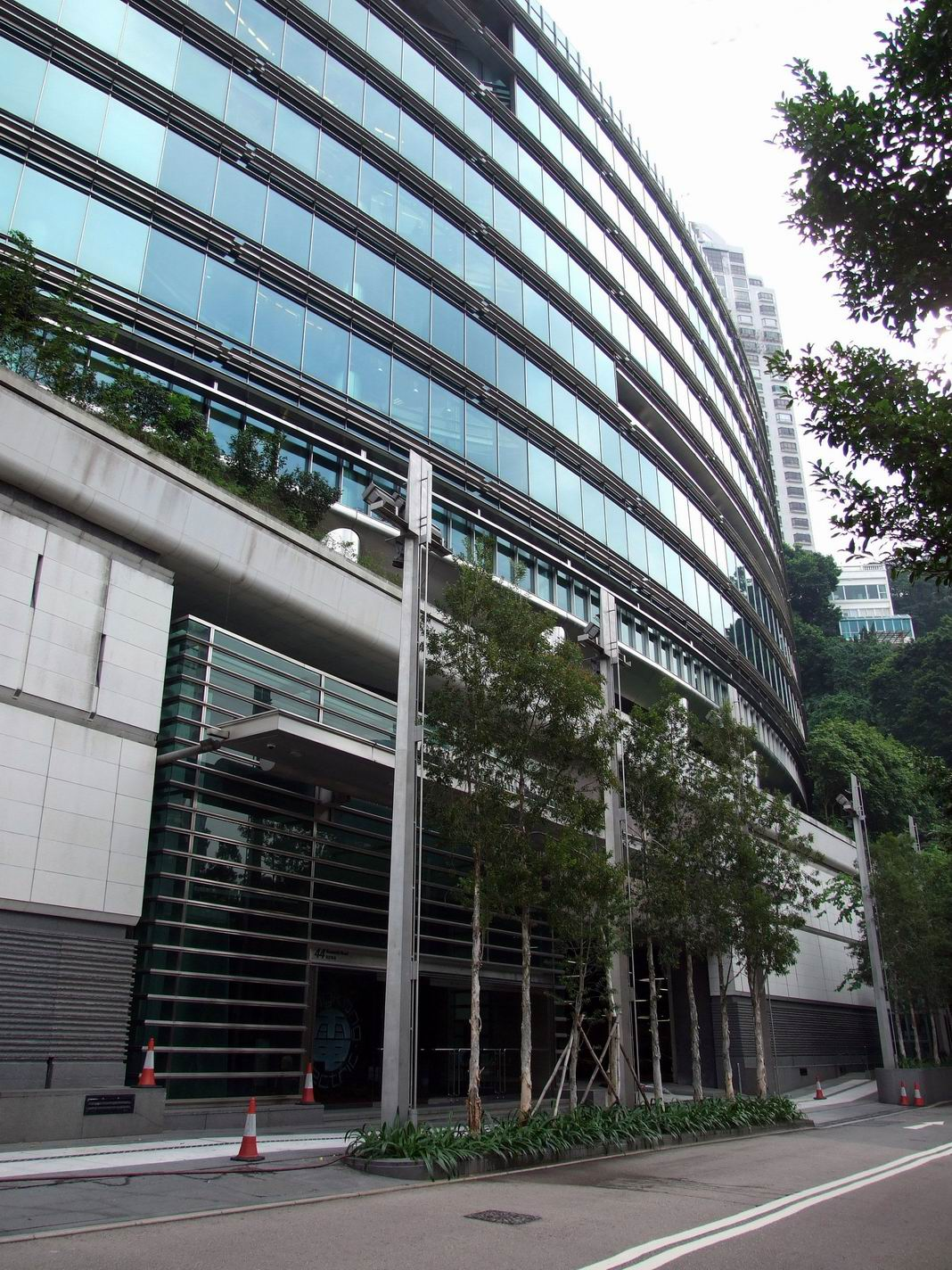
مقر شركة هونغ كونغ للكهرباء في Mid-Levels

شركة هونغ كونغ الكهربائية (بالصينية: 香港 電燈 有限公司) هي واحدة ممن شركتين للتوليد الكهرباء الرئيسية في هونغ كونغ، والآخرى هي شركة الصين للضوء والطاقة. وتمتلك الشركة العديد من الشركات بما في ذلك قوة الأصول القابضة، تشيونغ كونغ البنية التحتية القابضة و هيئة قطر للاستثمار. وكانت أول شركة تقدم الكهرباء في هونغ كونغ، بعد أن كانت تدار باستمرار منذ القرن التاسع عشر.